# Santi Urbano e Lorenzo a Prima Porta
Santi Urbano e Lorenzo a Prima Porta ist der Name von zwei benachbarten Kirchen. Die Ältere ist mit dem Tor Prima Porta, welches dem ganzen Stadtteil, Z.LVIII, den Namen gab, verbunden. Die neue Kirche stammt aus dem 20. Jahrhundert und wurde direkt daneben gebaut.

## Geschichte
Die alte Kirche wurde im 12. Jahrhundert gebaut und war dem Heiligen Laurentius geweiht. Armellini berichtet in einem vatikanischen Archivdokument:
Zu Beginn des 17. Jahrhunderts wurde die Kirche von Papst Urban VIII. renoviert und erweitert und der Heilige Urban kam als Kirchenpatron hinzu. Urban VIII. gründete am 7. März 1629 mit einem Deket die Pfarrei und ordnete sie dem Bistum Porto Santa Rufina zu. Am 5. Januar 1945 wurde die Pfarrei dem Bistum Rom zugeordnet.
Aufgrund des großen Bevölkerungswachstums wurde 1971 direkt daneben von Giorgio Pacini eine neue Kirche gebaut. Die beiden Kirchen sind verbunden und die alte Kirche ist heutzutage die Werktagskapelle.
Am 26. November 1994 wurde die Kirche von Papst Johannes Paul II. zur Titeldiakonie erhoben.
Seit 2005 wird die Pfarrei von den Paulinern betreut.

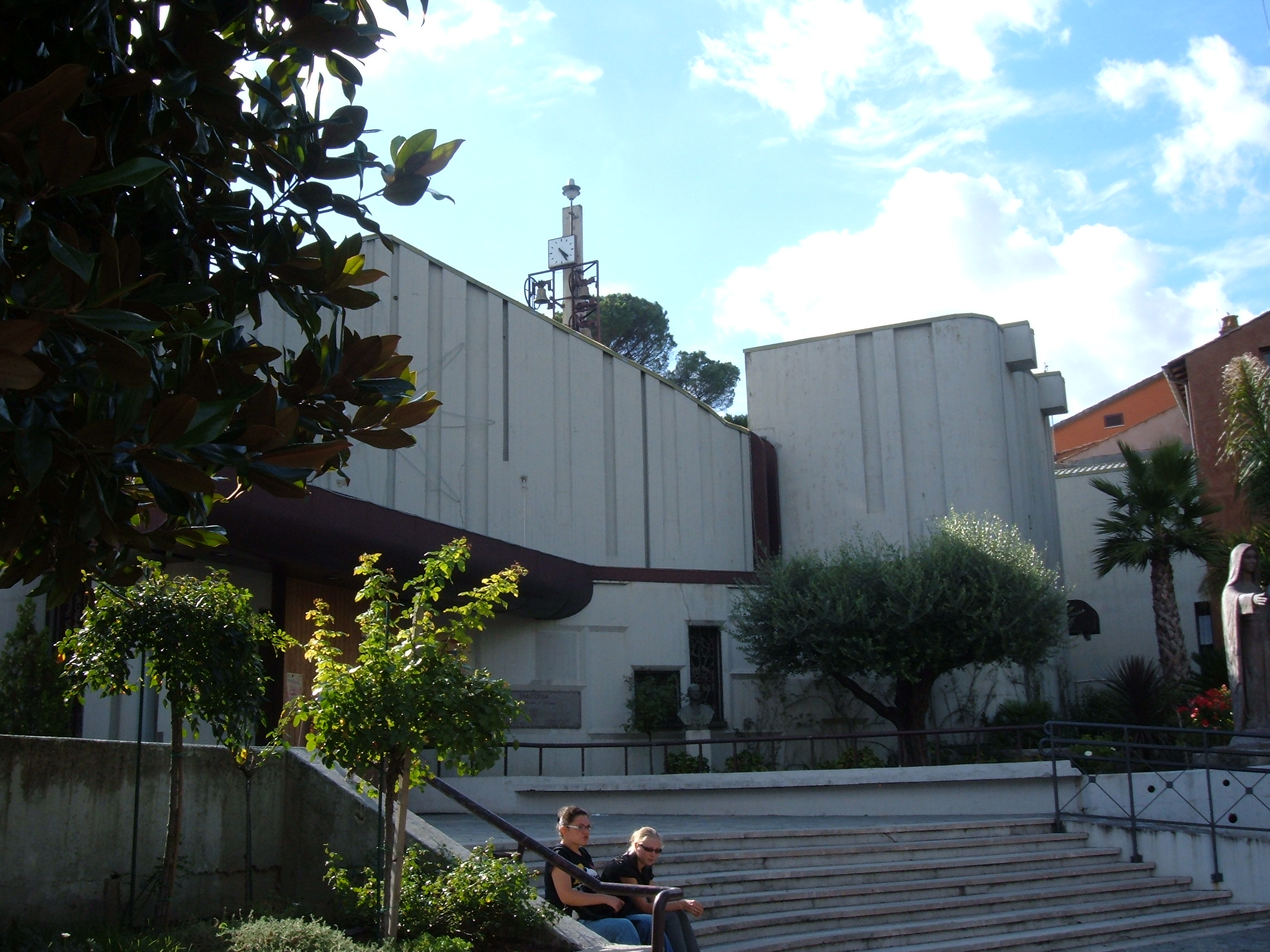
Die neue Pfarrkirche
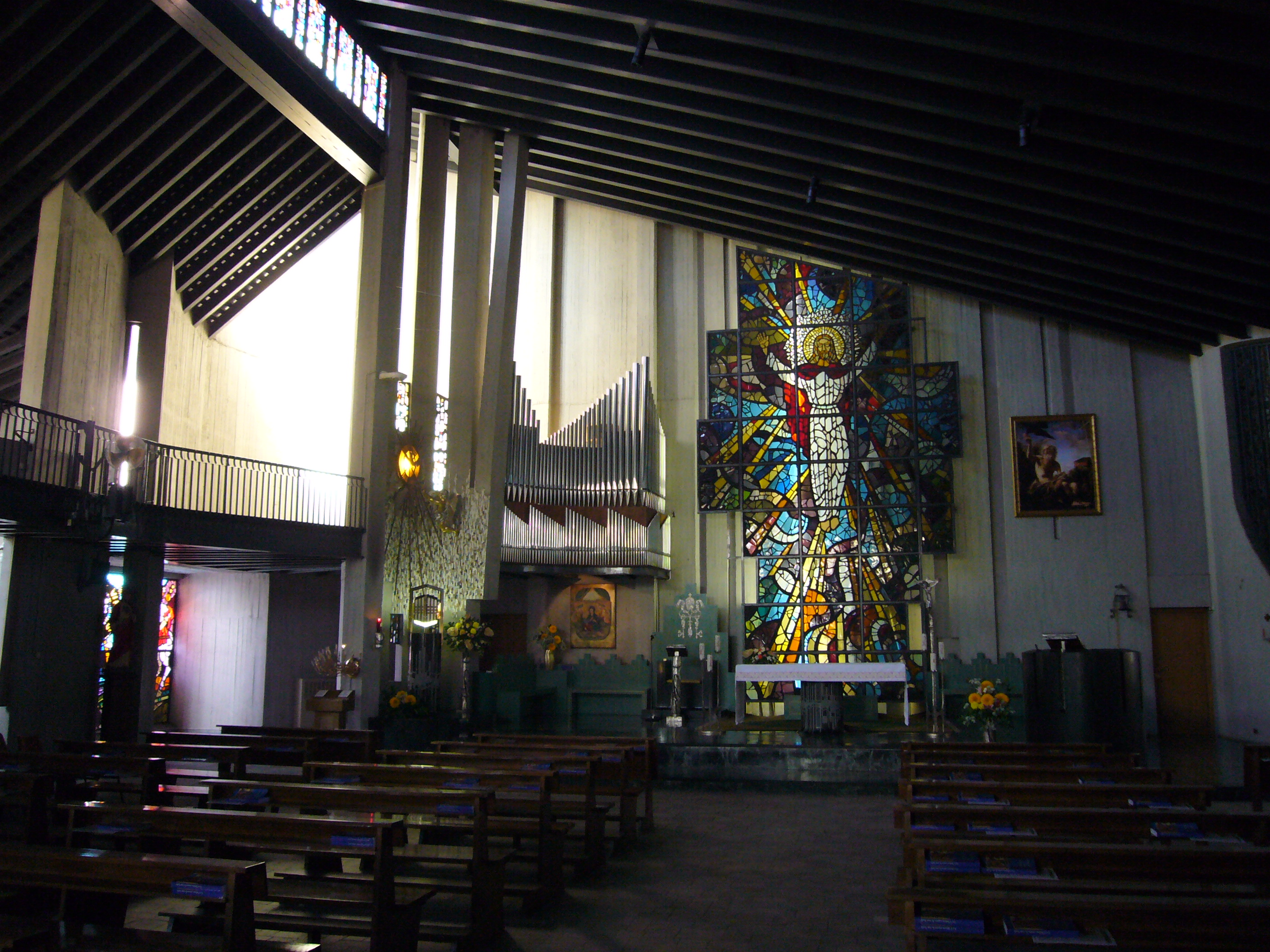
Innenansicht

## Kardinaldiakone
- Gilberto Agustoni, Kurienkardinal, 26. November–24. Februar 2005, Kardinalpriester pro hac vice 24. Februar 2005–13. Januar 2017
- Víctor Manuel Fernández, Kurienkardinal, seit 30. September 2023